# Ipanica cornigera
Ipanica cornigera là một loài bướm đêm trong họ Noctuidae.